# Borlet
Borlet (fl. XIV-XV secolo) è stato un compositore francese, visuuto a cavallo fra il XIV e XV secolo.

## Biografia
Molto poco si conosce della sua vita e si pensa che il suo nome sia un anagramma di Trebor un compositore francese attivo alla corte di Martino V di Aragona nel 1409. Egli ci è noto soltanto per il suo virelai He tres doulz roussignol e la variazione Ma tre dol rosignol anch'essa un virelai.